# Лонюв (гмина)
Лонюв (пол. Łoniów) — сельская гмина (волость) в Польше, входит как административная единица в Сандомирский повет, Свентокшиское воеводство. Население — 7480 человек (на 2004 год).

## Демография
| Перепись                       | Всего   | Всего | Женщины | Женщины | Мужчины | Мужчины |
| ------------------------------ | ------- | ----- | ------- | ------- | ------- | ------- |
| Единицы                        | человек | %     | человек | %       | человек | %       |
| Население                      | 7480    | 100   | 3697    | 49,4    | 3783    | 50,6    |
| Плотность населения (чел./км²) | 86      | 86    | 42,5    | 42,5    | 43,5    | 43,5    |

## Сельские округа
1. Базув
2. Богоря
3. Ходкув-Новы
4. Ходкув-Стары
5. Гонголин
6. Герашовице
7. Ясеница
8. Езоры
9. Кемпа-Нагнаевска
10. Кровя-Гура
11. Крулевице
12. Лонжек
13. Лонюв
14. Лонюв-Колёня
15. Отока
16. Пясечно
17. Пшевлока
18. Руща-Плащызна
19. Руща-Колёня
20. Скшипачовице
21. Сквижова
22. Сулиславице
23. Сулишув
24. Свиняры-Нове
25. Свиняры-Старе
26. Тшебеславице
27. Внорув
28. Войцешице
29. Вулька-Герашовска
30. Завидза

## Соседние гмины
1. Гмина Баранув-Сандомерски
2. Гмина Климонтув
3. Гмина Копшивница
4. Гмина Осек
5. Тарнобжег